# Deliathis parincana
Deliathis parincana är en skalbaggsart som beskrevs av Stefan von Breuning 1971. Deliathis parincana ingår i släktet Deliathis och familjen långhorningar. Inga underarter finns listade i Catalogue of Life.